# Anatolanthias apiomycter
Anatolanthias apiomycter is een  straalvinnige vissensoort uit de familie van zaag- of zeebaarzen (Serranidae). De wetenschappelijke naam van de soort werd voor het eerst geldig gepubliceerd in 1990 door Anderson, Parin & Randall.